# Siberische eenhoorn

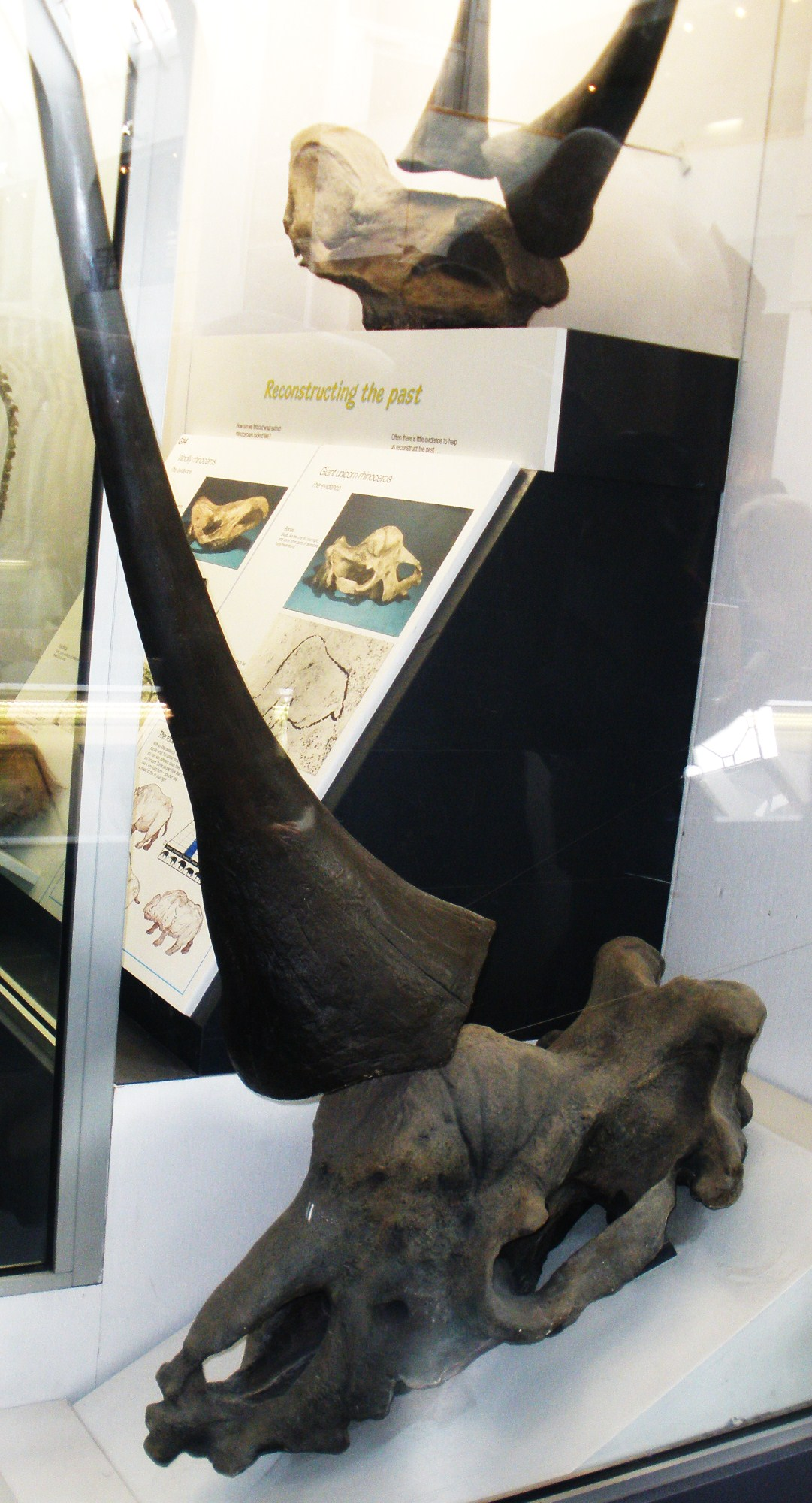

De Siberische eenhoorn (Elasmotherium sibiricum) was een neushoornsoort die leefde tot ongeveer 39.000 of zelfs 29.000 jaar geleden. Dit is de periode van het Laatpaleolithicum, wat zou betekenen dat de vroege moderne mens hem nog gekend zal hebben.

## Voorkomen

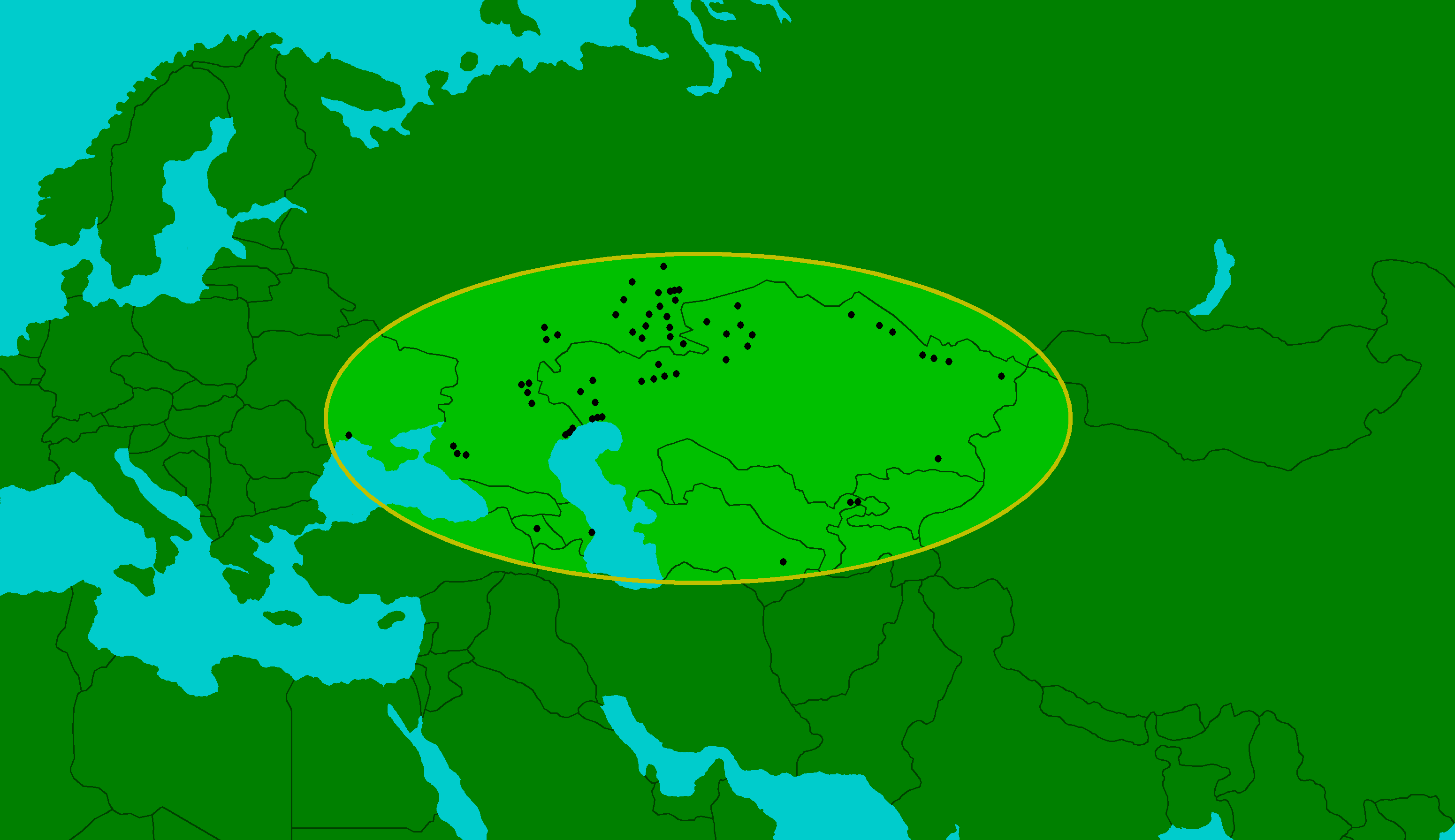
verspreiding

Het dier kwam voor in Siberië, en zou aan het einde van zijn bestaan een toevluchtsoord gevonden hebben in het zuiden van West-Siberië en het huidige Kazachstan.
Het dier had een grote hoorn en leek meer op een neushoorn dan op een paard. Een volwassen dier was ongeveer 1,8 meter hoog en 4,5 meter lang en woog ongeveer vier ton. Hun hoorns waren aldus National Geograpic twee meter lang.
Oorspronkelijk werd gedacht dat het dier 350.000 jaar geleden uitstierf. Dit werd echter ontkracht door een studie gepubliceerd in de American Journal of Applied Science van Andrej Valerjevitsj Sjpanski (Staatsuniversiteit Tomsk), Valentina Noermagambetovna Alijassova en Svetlana Anatoljevna Iljina (beide Staats-Pedagogisch Instituut van Pavlodar). Een studie uit 2018 kwam uit op 39.000 tot 35.000 jaar geleden. Klimaatverandering zou volgens de onderzoekers een mogelijke oorzaak van uitsterven zijn. Door de ijstijd die toen aanbrak, rukte de permafrost op ten nadele van droge steppegrassen.